# 김학철 (군인)
김학철(金學喆, 1941년 ~ 1974년 11월 20일)은 제1땅굴 조사 중 부비트랩 폭발로 전사한 대한민국 해병대의 군인이다.

## 생애
충청남도 대덕군 회덕면 연축리(현 대전광역시 대덕구 연축동) 출신으로 대전고등학교와 해군사관학교를 졸업하고 해사 18기 해병대 장교로 임관하였다. 1967년과 1971년 두 차례에 걸쳐 베트남 전쟁에 참전하여 베트남 은성무공훈장을 받았다.
1974년 7월부터 유엔군 사령부 군사정전위원회 한국연락장교단에 근무하였으며, 같은 해 11월 15일 경기도 연천군 백학면 비무장지대 내에서 조선인민군이 뚫은 남침땅굴이 처음 발견되자 유엔군 사령부 공동 조사 위원회의 일원으로 땅굴 조사에 참여하게 되었다.
땅굴이 발견된 지 5일이 지난 11월 20일, 한국군 1명 및 미군 6명과 함께 조사를 위해 발견된 땅굴 안으로 들어가 조사를 진행하였으나 오후 1시 20분경 군사분계선 남방 300미터 지점에서 조사단이 조선인민군이 설치한 부비트랩을 건드려 폭발하면서 김학철 소령은 미해군 로버트 맥퀸 벨린저(Robert Macqueen Ballinger, 1933년 7월 28일 ~ 1974년 11월 20일) 중령과 함께 그 자리에서 숨졌고, 함께 참여한 한국군 1명과 미군 5명이 중상을 입었다.
사후 중령으로 특진이 추서되었고, 국립서울현충원 장교묘역에 안장되었다.

## 학력
- 대전고등학교 졸업
- 대한민국 해군사관학교 해병반 문학사
- 대한민국 국방대학교 행정학사 10기(1965년)

## 가족 관계
유가족으로는 부인과 1남 1녀를 두었다고 한다.

## 참고 자료
- 어제下午(하오) 現場調査中(현장조사중) 北傀構築(북괴구축)터널서 爆發(폭발)사고 1974.11.21경향신문1면 정치 기사(뉴스)
- 北傀(북괴) 터널搜索(수색)중에 戰死(전사) 1974.11.25동아일보7면 사회 기사(뉴스)